# Филломедуза-лемур
Филломедуза-лемур (лат. Agalychnis lemur) — вид бесхвостых земноводных из подсемейства Phyllomedusidae семейства квакш. Обитает во влажных тропических лесах на территории Колумбии, Коста-Рики и Панамы. Признана «Видом, находящимся на грани полного исчезновения», так как вымирает из-за хитридиомикоза.

## Ареал и места обитания
Распространена в Центральной Америке, преимущественно на атлантическом склоне Кордильер от Тиларана (Коста-Рика, провинция Гуанакасте) до западной Панамы. На тихоокеанском склоне изолированные популяции обитают на северо-западе Коста-Рики, а также на юго-западе, центральной части и крайнем востоке Панамы и граничащих районах Колумбии. Населяет влажные тропические леса в низменностях и на склонах гор. Встречается в основном в первичных лесах, хотя в Коста-Рике была зафиксирована во вторичном лесе, где встречалась исключительно около рек. Занимает высоты от 440 до 1600 м над уровнем моря.

## Описание
Достигает длины 3—5 см, зрачки вертикальные. Радужка серебристо-белая. Имеет камуфляжную раскраску; днём, её цвет светло-зелёный, а ночью коричнево-красный. Ведёт ночной образ жизни.

## Размножение
В кладке 15—30 яиц, которые откладываются на листья. Головастики после выклева из икринок падают в воду под кладкой.

### Описание головастика
Тело головастика пурпурно-серое, с кремово-желтой жилкой, залитой розовой. На брюхе, боках и мускулатуре хвоста присутствуют темные пятна и крапинки. Плавники в основном прозрачные, но с темными пятнами на передней части. Радужка личинки золотая. Глаза направлены латерально. Тело овальное. Рот передневентральный. На 30 день головастик достигает размера 42 мм.